# Новотроїцьке (Березівський район)
Новотро́їцьке — село Андрієво-Іванівської сільської громади у Березівському районі Одеської області, Україна. Населення становить 53 осіб.

## Населення
Згідно з переписом УРСР 1989 року чисельність наявного населення села становила 104 особи, з яких 55 чоловіків та 49 жінок.
За переписом населення України 2001 року в селі мешкали 53 особи. 100 % населення вказало своєю рідною мовою українську мову.